# Elecciones a la Asamblea de Madrid de 1983
Las elecciones a la Asamblea de Madrid de 1983 se celebraron el domingo 8 de mayo, de acuerdo con Real Decreto de convocatoria dispuesto el 9 de marzo de 1983, y publicado simultáneamente en el Boletín Oficial del Estado y en el Boletín Oficial de la Provincia de Madrid el 10 de marzo. Se eligieron los 94 diputados de la i legislatura de la Asamblea de Madrid mediante un sistema proporcional (método d'Hondt) con listas cerradas y un umbral electoral del 5 %.
El PSOE, que ya había gobernado la provincia de Madrid desde la instauración de la democracia, ganó las elecciones con mayoría absoluta y Joaquín Leguina fue investido primer presidente electo de la nueva Comunidad de Madrid.

## Resultados
Las elecciones dieron una mayoría absoluta de diputados en la cámara a la candidatura del Partido Socialista Obrero Español (PSOE) encabezada por Joaquín Leguina (51 escaños). Los otras dos candidaturas que obtuvieron representación parlamentaria fueron la de la coalición electoral Alianza Popular-Partido Demócrata Popular-Unión Liberal  (AP-PDP-UL) encabezada por Luis Guillermo Perinat Elio, con 34 escaños, y la del Partido Comunista de España (PCE) encabezada por Lorenzo Hernández Jiménez con 9 escaños. Los resultados completos se detallan a continuación:
| Candidaturas                                    | Candidaturas                                                        | Votos     | %                               | Escaños                         |
| ----------------------------------------------- | ------------------------------------------------------------------- | --------- | ------------------------------- | ------------------------------- |
|                                                 | Partido Socialista Obrero Español (PSOE)                            | 1 181 277 | 50,47                           | 51                              |
|                                                 | Alianza Popular-Partido Demócrata Popular-Unión Liberal (AP-PDP-UL) | 798 853   | 34,13                           | 34                              |
|                                                 | Partido Comunista de España (PCE)                                   | 207 058   | 8,85                            | 9                               |
| Centro Democrático y Social (CDS)               | Centro Democrático y Social (CDS)                                   | 73 124    | 3,12                            | 0                               |
| Partido Demócrata Liberal (PDL)                 | Partido Demócrata Liberal (PDL)                                     | 43 309    | 1,85                            | 0                               |
| Acción de Electores Independientes (ADEI)       | Acción de Electores Independientes (ADEI)                           | 10 327    | 0,44                            | 0                               |
| Liga Comunista (Acuerdo Obrero) LC(AO)          | Liga Comunista (Acuerdo Obrero) LC(AO)                              | 6301      | 0,27                            | 0                               |
| Coalición PCOE-PCEU                             | Coalición PCOE-PCEU                                                 | 4473      | 0,19                            | 0                               |
| Candidatura de Coalición de Lucha Popular (CLP) | Candidatura de Coalición de Lucha Popular (CLP)                     | 2168      | 0,09                            | 0                               |
| Votos en blanco                                 | Votos en blanco                                                     | 13 735    | 0,59                            | n/a                             |
| Votos válidos                                   | Votos válidos                                                       | 2 340 625 | 100,00                          | 94                              |
| Votos nulos                                     | Votos nulos                                                         | 16 800    | Participación: \| \| 69,71 % \| | Participación: \| \| 69,71 % \| |
| Votantes                                        | Votantes                                                            | 2 357 425 | Participación: \| \| 69,71 % \| | Participación: \| \| 69,71 % \| |
| Electores                                       | Electores                                                           | 3 381 610 | Participación: \| \| 69,71 % \| | Participación: \| \| 69,71 % \| |
|                                                 | 69,71 %                                                             |           |                                 |                                 |

## Diputados electos
Relación de diputados proclamados electos:
| N.º | Nombre                              | Lista | Lista     |
| --- | ----------------------------------- | ----- | --------- |
| 1   | Joaquín Leguina Herrán              |       | PSOE      |
| 2   | Luis Guillermo Perinat Elio         |       | AP-PDP-UL |
| 3   | César Cimadevilla Costa             |       | PSOE      |
| 4   | Carlos Robles Piquer                |       | AP-PDP-UL |
| 5   | María Gómez Mendoza                 |       | PSOE      |
| 6   | Ramón Espinar Gallego               |       | PSOE      |
| 7   | Isaac Sáez González                 |       | AP-PDP-UL |
| 8   | Manuel de la Rocha Rubí             |       | PSOE      |
| 9   | Lorenzo Hernández Jiménez           |       | PCE       |
| 10  | Luis María Huete Morillo            |       | AP-PDP-UL |
| 11  | Francisca Sauquillo Pérez del Arco  |       | PSOE      |
| 12  | Virgilio Cano de Lope               |       | PSOE      |
| 13  | Antonio Fernández Galiano Fernández |       | AP-PDP-UL |
| 14  | Agapito Ramos Cuenca                |       | PSOE      |
| 15  | Gabriel Usera González              |       | AP-PDP-UL |
| 16  | Benjamín Castro Yuste               |       | PSOE      |
| 17  | Luis Maestre Muñiz                  |       | PSOE      |
| 18  | Carlos Argós García                 |       | AP-PDP-UL |
| 19  | Sócrates Gómez Pérez                |       | PSOE      |
| 20  | Manuel Rico Rego                    |       | PCE       |
| 21  | José Ramón Pin Arboledas            |       | AP-PDP-UL |
| 22  | Bartolomé González Llorente         |       | PSOE      |
| 23  | Francisco González Fernández        |       | PSOE      |
| 24  | Eurico de la Peña Díaz              |       | AP-PDP-UL |
| 25  | María Elena Flores Valencia         |       | PSOE      |
| 26  | María Antonia Suárez Cuesta         |       | AP-PDP-UL |
| 27  | Elvira Domingo Ortiz                |       | PSOE      |
| 28  | José Luis García Alonso             |       | PSOE      |
| 29  | Cándida O'Shea Suárez Inclán        |       | AP-PDP-UL |
| 30  | José Emilio Sánchez Cuenca          |       | PSOE      |
| 31  | Emilio Ramón Rodríguez Sánchez      |       | PCE       |
| 32  | José López López                    |       | AP-PDP-UL |
| 33  | Marcos Sanz Agüero                  |       | PSOE      |
| 34  | Miguel Peydro Caro                  |       | PSOE      |
| 35  | Vicente Blanco Gaspar               |       | AP-PDP-UL |
| 36  | Dolores García-Hierro Caraballo     |       | PSOE      |
| 37  | Enrique Castellanos Colomo          |       | AP-PDP-UL |
| 38  | Juan José Layda Ferrer              |       | PSOE      |
| 39  | Francisco Javier Ledesma Bartret    |       | PSOE      |
| 40  | Antonio Germán Beteta Barreda       |       | AP-PDP-UL |
| 41  | Manuel Corvo González               |       | PCE       |
| 42  | José Ramón García Menéndez          |       | PSOE      |
| 43  | Juan Antonio Cánovas del Castillo   |       | AP-PDP-UL |
| 44  | Saturnino Ureña Fernández           |       | PSOE      |
| 45  | Isidro Florencio Campos Corona      |       | PSOE      |
| 46  | José María Federico Corral          |       | AP-PDP-UL |
| 47  | Henar Corbi Murgui                  |       | PSOE      |
| 48  | José Manuel Pérez Vázquez           |       | AP-PDP-UL |
| 49  | Benito Reino Torres                 |       | PSOE      |
| 50  | Francisco Cabaco López              |       | PSOE      |
| 51  | Felipe Ruiz Duerto                  |       | AP-PDP-UL |
| 52  | Carmen Roney Albareda               |       | PCE       |
| 53  | Eulalia García Sánchez              |       | PSOE      |
| 54  | Elías Cruz Atienza                  |       | AP-PDP-UL |
| 55  | Ángel Ramón Martínez Marín          |       | PSOE      |
| 56  | Luis Alejandro Cendrero Uceda       |       | PSOE      |
| 57  | Alfredo Rodrigo de Santiago         |       | AP-PDP-UL |
| 58  | Jesús Pérez González                |       | PSOE      |
| 59  | Eduardo Rodríguez-Losada Aguado     |       | AP-PDP-UL |
| 60  | Félix Sevilla García                |       | PSOE      |
| 61  | Carlos Díaz-Guerra Esteban          |       | AP-PDP-UL |
| 62  | José Luis Adell Fernández           |       | PSOE      |
| 63  | José Luis Casas Nombela             |       | PCE       |
| 64  | Rafael Ramos Gámez                  |       | PSOE      |
| 65  | Pilar Bidagor Antuna                |       | AP-PDP-UL |
| 66  | Francisco Javier Vicén Sanagustín   |       | PSOE      |
| 67  | Ana María García Armendáriz         |       | AP-PDP-UL |
| 68  | Antonio José Rojo Sastre            |       | PSOE      |
| 69  | Jaime Lissavetzky Díez              |       | PSOE      |
| 70  | Hermann Oehling Ruiz                |       | AP-PDP-UL |
| 71  | Carlos Pérez Díaz                   |       | PSOE      |
| 72  | Antonio Gutiérrez Araújo            |       | PCE       |
| 73  | José Gil de la Viña                 |       | AP-PDP-UL |
| 74  | Matías Castejón Núñez               |       | PSOE      |
| 75  | Timoteo Mayoral Marqués             |       | PSOE      |
| 76  | José Luis Hidalgo Utesa             |       | AP-PDP-UL |
| 77  | Jesús Santisteban Sáez              |       | PSOE      |
| 78  | Leopoldo Gómez Gutiérrez            |       | AP-PDP-UL |
| 79  | José Antonio Sainz García           |       | PSOE      |
| 80  | Alfonso Sacristán Alonso            |       | PSOE      |
| 81  | Juan Antonio Gómez-Angulo Rodríguez |       | AP-PDP-UL |
| 82  | Máximo Alonso Arranz                |       | PSOE      |
| 83  | Sergio García Reyes                 |       | PCE       |
| 84  | Pedro Núñez Morgades                |       | AP-PDP-UL |
| 85  | José Lucas Reguilón Álvarez         |       | PSOE      |
| 86  | Esteban Egea Sánchez                |       | PSOE      |
| 87  | Mariano de la Cuerda Rodríguez      |       | AP-PDP-UL |
| 88  | Adolfo Martínez Sánchez             |       | PSOE      |
| 89  | José Luis Ortiz Estévez             |       | AP-PDP-UL |
| 90  | Luis Alonso Castaño                 |       | PSOE      |
| 91  | José Luis Torner Martínez           |       | PSOE      |
| 92  | José Antonio López Casas            |       | AP-PDP-UL |
| 93  | Juan Sánchez Fernández              |       | PSOE      |
| 94  | Juan Francisco Moreno Preciados     |       | PCE       |